# Бёме, Фердинанд
Август Юлиус Фердинанд Бёме (нем. August Julius Ferdinand Böhme, A. J. F. Böhme; 4 февраля 1815, Бад-Гандерсхайм — 30 мая 1884, Бад-Гандерсхайм) — немецкий скрипач и композитор.
Сын Христиана Бёме (1790—1864), на протяжении почти полувека руководившего музыкальной жизнью городка. Учился в Лейпциге, а затем в Касселе у Луи Шпора и Морица Гауптмана, завершив образование в 1842 году (Шпор написал ему лестную рекомендацию). На протяжении следующих четырёх лет делил своё время между родным городом, где основал женский хор, и Швейцарией, где преподавал в Женеве и играл первую скрипку в Бернском городском театре. В 1846—1875 гг. был музикдиректором Дордрехта; здесь у него, в частности, начинали своё обучение музыке Джеймс Кваст, Виллем Кес, Корнелис ван дер Линден. Последние годы жизни провёл в Лейпциге.